# Rubus gensanicus
Rubus gensanicus är en rosväxtart som beskrevs av Takenoshin Nakai. Rubus gensanicus ingår i släktet rubusar, och familjen rosväxter. Inga underarter finns listade i Catalogue of Life.